# 第5施設群
第5施設群（だいごしせつぐん、英:JGSDF 5th Engineer Group(Construction)）は、陸上自衛隊高田駐屯地（新潟県上越市）に駐屯する第1施設団隷下の施設科部隊である。

## 概要
第107施設大隊を母体として、1972年（昭和47年）8月に編成された陸上自衛隊で5番目となる施設群である。群本部、本部管理中隊および2個の施設中隊から編成されている。群長は、1等陸佐（二）が充てられ高田駐屯地司令を兼務する。
施設科部隊としてさまざまな災害派遣や国際貢献活動で活躍している。

## 沿革
第107施設大隊
- 1954年（昭和29年）10月　　：第107施設大隊が勝田駐屯地に新編。
- 1961年（昭和36年）8月17日：第1施設団新編に伴い、同団隷下に編入。
- 1962年（昭和37年）8月14日：第107施設大隊の主力3個中隊が高田駐屯地に移駐。
- 1968年（昭和43年）8月9日：第107施設大隊の1個中隊が高田駐屯地に移駐。

第5施設群
- 1972年（昭和47年）8月1日：第107施設大隊を基幹として第5施設群が高田駐屯地に新編。第1施設団に編合。

※ 編成（群本部・本部中隊、第308施設中隊～第310施設中隊、第307施設器材中隊、第309ダンプ車両中隊、第316地区施設隊（松本駐屯地））
- 1984年（昭和59年）3月26日：第309ダンプ車両中隊（高田駐屯地）を廃止。
- 1990年（平成02年）3月：本部中隊を本部管理中隊に改編[1]。
- 1991年（平成03年）3月29日：第316地区施設隊（松本駐屯地）を廃止・改編し、第353施設中隊を松本駐屯地に新編。第5施設群に編合。
- 1993年（平成05年）3月：部隊新編。

1. 本部管理中隊に整備小隊を新編。
2. 第307施設器材中隊に器材A小隊（自走架柱橋装備）を新編。

- 2001年（平成13年）3月26日：部隊移駐等。

1. 第2普通科連隊長から高田駐屯地司令職務を移管。
2. 第353施設中隊が松本駐屯地から高田駐屯地に移駐。

- 2002年（平成14年）3月27日：後方支援体制移行に伴い、本部管理中隊整備小隊を廃止し整備部門を東部方面後方支援隊第102施設直接支援大隊第2直接支援中隊に移管。
- 2016年（平成28年）3月28日：機能別中隊に改編[2]。6個中隊から4個中隊へ。

1. 第308施設中隊～第310施設中隊、第353施設中隊、第307施設器材中隊（高田駐屯地）を廃止。
2. 第392施設中隊「築城・障害」、第393施設中隊「機動支援」および第394施設中隊「交通」を高田駐屯地に新編。

- 2025年（令和07年）3月23日：第393施設中隊「機動支援」（高田駐屯地）を廃止[3]。4個中隊から3個中隊へ。

## 部隊編成・駐屯地
編成
- 第5施設群本部
- 本部管理中隊「5施群-本」
- 第392施設中隊「392施」（築城・障害）
- 第394施設中隊「394施」（交通）

駐屯地
- 高田駐屯地（新潟県上越市）
  - 群本部および本部管理中隊
  - 第392施設中隊
  - 第394施設中隊

## 整備支援部隊
- 東部方面後方支援隊第102施設直接支援大隊第2直接支援中隊「102施直支-2」（高田駐屯地）：2002年（平成14年）3月27日から

## 主要幹部
| 官職名                        | 階級    | 氏名       | 補職発令日     | 前職                               |
| ----------------------------- | ------- | ---------- | -------------- | ---------------------------------- |
| 第5施設群長 兼 高田駐屯地司令 | 1等陸佐 | 山本慎太郎 | 2025年08月01日 | 陸上幕僚監部防衛部衛施設課建設班長 |

| 代 | 氏名       | 在職期間                        | 前職                                                       | 後職                                           |
| -- | ---------- | ------------------------------- | ---------------------------------------------------------- | ---------------------------------------------- |
| 01 | 石橋美樹   | 1972年08月01日 - 1975年03月16日 | 第1施設団本部付                                            | 第2陸曹教育隊長                                |
| 02 | 岩元明     | 1975年03月17日 - 1977年03月15日 | 陸上幕僚監部施設課地誌班長                                 | 技術研究本部 技術開発官（陸上担当）付 業務班長 |
| 03 | 柳田金之助 | 1977年03月16日 - 1979年03月15日 | 第5施設団本部高級幕僚                                      | 自衛隊茨城地方連絡部長                         |
| 04 | 黒田象治郎 | 1979年03月16日 - 1981年07月31日 | 第5施設団本部高級幕僚                                      | 健軍駐屯地業務隊長                             |
| 05 | 大熊廣     | 1981年08月01日 - 1983年07月31日 | 中部方面総監部装備部施設課長                               | 第2施設団副団長                                |
| 06 | 小松澤浩   | 1983年08月01日 - 1986年03月16日 | 北部方面総監部装備部施設課長                               | 陸上自衛隊幹部学校学校教官                     |
| 07 | 岸良征     | 1986年03月17日 - 1987年07月06日 | 東部方面総監部人事部人事課長                               | 陸上幕僚監部人事部人事計画課長                 |
| 08 | 松浦紘之   | 1987年07月07日 - 1989年06月29日 | 陸上自衛隊幹部学校学校教官                                 | 自衛隊帯広地方連絡部長                         |
| 09 | 織田壽雄   | 1989年06月30日 - 1991年07月31日 | 陸上幕僚監部調査部調査第2課 調査第4班長                    | 陸上自衛隊幹部学校主任研究開発官               |
| 10 | 筧隆保     | 1991年08月01日 - 1993年11月30日 | 陸上幕僚監部調査部調査第2課 調査第4班長                    | 西部方面総監部調査部長                         |
| 11 | 末包昭彦   | 1993年12月01日 - 1996年12月15日 | 陸上幕僚監部装備部開発課 総括班長                          | 技術研究本部 技術開発官（陸上担当）付 総括室長 |
| 12 | 若山義明   | 1996年12月16日 - 1999年03月22日 | 陸上幕僚監部装備部施設課 総括班長                          | 自衛隊茨城地方連絡部長                         |
| 13 | 紫村敬二   | 1999年03月23日 - 2001年11月30日 | 陸上幕僚監部調査部調査課 調査運用室勤務                    | 陸上自衛隊中央調査隊長                         |
| 14 | 市川当     | 2001年12月01日 - 2004年03月28日 | 陸上幕僚監部装備部開発課 開発第2班長                       | 陸上自衛隊研究本部研究員                       |
| 15 | 冨井稔     | 2004年03月29日 - 2006年03月31日 | 東部方面総監部防衛部防衛課長                               | 陸上自衛隊幹部学校学校教官                     |
| 16 | 山下憲美   | 2006年04月01日 - 2008年07月31日 | 北部方面総監部装備部施設課長                               | 第2施設団副団長                                |
| 17 | 小野塚貴之 | 2008年08月01日 - 2009年07月20日 | 陸上幕僚監部防衛部防衛課 防衛班長                          | 陸上幕僚監部監理部総務課 広報室長              |
| 18 | 山内邦彦   | 2009年07月21日 - 2010年11月30日 | 陸上自衛隊補給統制本部施設部 補給計画課長                  | 陸上自衛隊補給統制本部施設部長                 |
| 19 | 腰塚浩貴   | 2010年12月01日 - 2012年07月31日 | 陸上幕僚監部人事部人事計画課 制度班長                      | 陸上自衛隊幹部学校主任教官                     |
| 20 | 小林弘樹   | 2012年08月01日 - 2013年08月21日 | 陸上幕僚監部装備部装備計画課 後方計画班長                  | 陸上幕僚監部人事部補任課長                     |
| 21 | 高岡久     | 2013年08月22日 - 2015年07月31日 | 陸上幕僚監部教育訓練部 教育訓練課総括班長                  | 陸上自衛隊研究本部主任研究開発官               |
| 22 | 大村隆紀   | 2015年08月01日 - 2017年03月22日 | 陸上自衛隊九州補給処健軍支処長                             | 退職                                           |
| 23 | 北島崇生   | 2017年03月23日 - 2019年03月22日 | 陸上幕僚監部防衛部施設課 環境保全班長                      | 陸上自衛隊富士学校管理部長                     |
| 24 | 庭田徹     | 2019年03月23日 - 2021年03月25日 | 統合幕僚監部防衛計画部防衛課付 兼 防衛政策局防衛政策課勤務 | 陸上幕僚監部運用支援・訓練部 訓練課長          |
| 25 | 比嘉隼人   | 2021年03月26日 - 2023年04月20日 | 陸上幕僚監部防衛部防衛課勤務                               | 宮古警備隊長 兼 宮古島駐屯地司令               |
| 26 | 萩森泰聡   | 2023年04月21日 - 2025年07月31日 | 東部方面総監部人事部人事課長                               | 真駒内駐屯地業務隊長                           |
| 27 | 山本慎太郎 | 2025年08月01日 -                | 陸上幕僚監部防衛部衛施設課建設班長                         |                                                |

## 主要装備
- 道路障害作業車
- 75式ドーザ
- 83式地雷敷設装置
- 81式自走架柱橋
- 92式地雷原処理車
- グレーダ
- 掩体掘削機
- バケットローダ
- トラッククレーン
- タイヤローラ
- 小型ショベルドーザ
- 小型ドーザ
- 中型ドーザ
- 資材運搬車
- 64式7.62mm小銃
- 62式7.62mm機関銃
- 89式5.56mm小銃
- 110mm個人携帯対戦車弾
- 84mm無反動砲
- 1/2tトラック / 73式小型トラック
- 1 1/2tトラック / 73式中型トラック
- 3 1/2tトラック / 73式大型トラック
- 中型セミトレーラ
- 特大型ダンプ
- 3トン半ダンプ
- 1トン半救急車
- 6トントレーラー

## 警備隊区
上越市

## 廃止（改編）部隊
- 1984年（昭和59年）3月26日廃止。
  - 第309ダンプ車両中隊（高田駐屯地）：
- 1990年（平成2年）3月廃止。
  - 第5施設群本部中隊（高田駐屯地）：本部管理中隊に改編[1]。
- 1991年（平成3年）3月29日廃止。
  - 第316地区施設隊（松本駐屯地）：第353施設中隊に改編。
- 2002年（平成14年）3月27日廃止。
  - 本部管理中隊整備小隊（高田駐屯地）：整備部門を東部方面後方支援隊第102施設直接支援大隊第2直接支援中隊に移管。
- 2016年（平成28年）3月28日廃止。
  - 第308施設中隊（高田駐屯地）：機能別中隊に改編[2]。第392施設中隊～第394施設中隊に改編。
  - 第309施設中隊（高田駐屯地）：機能別中隊に改編。第392施設中隊～第394施設中隊に改編。
  - 第310施設中隊（高田駐屯地）：機能別中隊に改編。第392施設中隊～第394施設中隊に改編。
  - 第353施設中隊（高田駐屯地）：機能別中隊に改編。第392施設中隊～第394施設中隊に改編。
  - 第307施設器材中隊（高田駐屯地）：機能別中隊に改編。第392施設中隊～第394施設中隊に改編。
- 2025年（令和7年）3月23日廃止。
  - 第393施設中隊「機動支援」（高田駐屯地）：